# Ziggy Stardust
Ziggy Stardust – jedno z artystycznych wcieleń Davida Bowiego, postać która powstała i została opisana na płycie The Rise and Fall of Ziggy Stardust and the Spiders from Mars. Pseudonim ten był też wykorzystywany przez inne osoby, m.in. lidera zespołu Rozkrock, autora szeregu tekstów poetyckich.
Nazwę zwyczajową Ziggy Stardust zyskał także wąż Parafimbrios lao, ze względu na swój charakterystyczny wygląd.